# 過速スキャンダル
『過速スキャンダル』（かそくスキャンダル、原題：과속스캔들）は、2008年公開の韓国映画。映画『サニー 永遠の仲間たち』や『スウィング・キッズ』などで知られるカン・ヒョンチョルの映画監督デビュー作。主演は『猟奇的な彼女』のチャ・テヒョン。新人のパク・ボヨンと、1,000倍のオーディションで抜擢された新人子役ワン・ソクヒョンが出演する。
韓国で初登場1位を記録し、830万人を動員するヒットとなった。2008年12月4日の封切と同時に評判を呼び、韓国国内で異常なまでに拡大していった。

## あらすじ
ラジオの人気DJとして活躍する30代なかばの男ヒョンスの元に、毎日、ラジオに手紙を送ってくる熱心なリスナーのジョンナムが子供を連れて現れる。彼女が言うには、自分はヒョンスの娘で、その子は孫だと言うのだが。

## キャスト
- チャ・テヒョン：ナム・ヒョンス
- パク・ボヨン：ファン・ジョンナム（本名：ジェイン）
- ワン・ソクヒョン：ファン･ギドン
- ファンウ・スルヘ（ファンウ・スレ）：保育士（園長）
- イム・スンデ：芸能記者
- ソン・ジル：イ・チャンフン動物病院
- チョン・ウォンジュン：局長
- イム・ジュギ：カメラマン（ジョンナムの恋人）
- キム・ヘジン：美人リポーター
- キム・ギバン：PD
- パク・ヨンソ：AD
- キム・ジュニョン：写真館カメラマン
- ホン・ギョンミン：キム・ジュニョン　※友情出演

## 評価
韓国では2008年12月3日に公開され、初週末興行収入で1位となった。